# Teleconferenza
La teleconferenza è uno scambio di informazioni tra più persone distanti tra loro (tele) effettuato con l'ausilio di sistemi di telecomunicazione (linee telefoniche, reti informatiche, televisioni a circuito chiuso, ecc.).
In inglese la teleconferenza è spesso resa in conference call (CC) (anche virtual meeting), diversificata nelle varie declinazioni a seconda della tecnologia utilizzata (phone, web, app, video seguiti da call). Se il mezzo è un servizio (piattaforma) web allora si parla di web conference (WC).

## Descrizione
L'uso della teleconferenza nasce dall'esigenza di consentire riunioni tra persone geograficamente distanti tra di loro (come nel caso di aziende con sedi distribuite sul territorio nazionale o aziende multinazionali), riducendo i costi legati alle altrimenti necessarie trasferte. In ambito domestico viene utilizzata per poter conversare in contemporanea tra gruppi familiari o sociali distanti tra loro.
Il sistema di telecomunicazione alla base di una teleconferenza normalmente consente la condivisione dell'audio (audioconferenza), l'integrazione di un flusso video di uno o più partecipanti (videoconferenza), la condivisione dello schermo del computer di uno o tutti i partecipanti. Alcune applicazioni hanno anche la funzionalità denominata "stanza virtuale" utile per organizzare meeting tematici tra persone diverse (da remoto ovviamente) che possono visitare in tempo reale le varie stanze, come se lo facessero fisicamente. Tra le tante funzioni disponibili, alcune applicazioni (o versioni di applicazioni) permettono di registrare e conservare l'incontro virtuale, archivio condiviso di documenti scambiati oppure richiamati, integrazione con altre applicazioni di produttività, utilizzare la chat e condividere la lavagna virtuale.
Le stanze sono controllate dal moderatore (attesa, entrata, fruizione, chiusura). L'amministratore (o il co-amministratore) nel linguaggio delle piattaforme è denominato host cioè l'ospite ovvero colui il quale ospita gli invitati all'incontro (pianificare, convocare, impostare, abilitare o disabilitare funzioni quali la chat, i microfoni, la registrazione, ecc). Moderatore e amministratore possono essere ruoli diversi della piattaforma. Alcune fanno coincidere i due ruoli nella figura dell'organizzatore. Oltre all'host ci può essere un ruolo con minori poteri denominato co-host.
La teleconferenza può essere effettuata tramite l'utilizzo di un opportuno software su computer, sfruttando poi i normali servizi internet o intranet per il collegamento tra i partecipanti. Vi sono casi (ad esempio in Talkyoo, FastMeeting o MeetIn) in cui non è necessario disporre di un PC per accedere ad una teleconferenza e partecipare tramite un telefono fisso o cellulare chiamando un numero locale dove vengono ospitate le teleconferenze. Molte applicazioni di teleconferenza possono essere erogate anche tramite un comune browser e quindi non occorre installare alcun client dedicato. A seconda dell'applicazione o della definizione dell'invito da parte dell'host o della decisione dei partecipanti, i partecipanti possono anche non essere obbligati ad avere un account o eseguire il relativo login (in questo caso si partecipa come guest). La fruizione mediante app e tramite account permette, in generale, di migliorare l'esperienza utente.
A differenza dell'audioconferenza e della videoconferenza tradizionali, una teleconferenza non necessita obbligatoriamente di telefoni speciali o di hardware specifico (telecamera per audio-video conferenza), potendo per questo utilizzare le risorse integrate nei dispositivi degli utenti. Le applicazioni possono essere web (è sufficiente un browser) oppure eseguite mediante client specifici, spesso gratuiti nelle versioni non commerciali/professionali. Ovviamente, in caso di necessità avanzate (business o simili contesti), sia per numero di partecipanti che per funzioni e prestazioni del servizio, occorre utilizzare apparecchiature dedicate (videocamera per conferenza) che possono usare il VoIP o, più spesso, una rete di telecomunicazioni (ad esempio la banda larga) e non un servizio web come nell'uso basico.

## Usi della teleconferenza
Da parte di imprese ed enti
Le aziende usano la teleconferenza in modo ormai diffuso, tramite software gratuiti come Skype o a pagamento, al fine di ridurre costi ed ottimizzare i rapporti con le sedi distaccate. Si utilizza anche per le riunioni virtuali con fornitori, clienti e utenti.
Formazione
Sia nella formazione professionale che in quella scolastica/universitaria, nell'educazione (scuole materne e simili),  la teleconferenza è un sistema diffuso e vantaggioso. Nell'anno 2020, per l'emergenza pandemica mondiale, la formazione a distanza ("da remoto", in contrapposizione a "in presenza") mediante l'uso delle piattaforme ha avuto uno sviluppo esponenziale.
Nella pubblica amministrazione
La pubblica amministrazione nell'ottica di riduzione dei costi è uno dei principali utilizzatori della teleconferenza in sostituzione di trasferte.
Altri usi
Alcuni giocatori online usano la teleconferenza per evitare di usare la linea Adsl e rallentare di conseguenza la fluidità del gioco. L'associazione Attac usa un sistema di teleconferenza per coordinare le proprie manifestazioni.
Similmente all'utilizzo aziendale o alla formazione professionale, anche per le associazioni e i gruppi di volontariato la teleconferenza è uno strumento per agevolare il contatto tra associati e volontari.
Va da sè che anche le persone, in ambito domestico o sociale ovvero personale, possono usare la videoconferenza, tipicamente con soluzioni gratuite.

## Software e fornitori di servizi di teleconferenza
- Adobe Acrobat Connect
- Google Meet
- Microsoft Teams
- Cisco Webex
- GoToMeeting
- iChat
- Microsoft Office Live Meeting
- Talkyoo